# Dendrobium pseudoconvexum
Dendrobium pseudoconvexum är en orkidéart som beskrevs av Oakes Ames. Dendrobium pseudoconvexum ingår i släktet Dendrobium, och familjen orkidéer. Inga underarter finns listade i Catalogue of Life.